# Barroselas e Carvoeiro
Barroselas e Carvoeiro est une paroisse civile portugaise (en portugais : freguesia) de la municipalité de Viana do Castelo, dans le district de Viana do Castelo.
Son nom officiel est União das freguesias de Barroselas e Carvoeiro. Elle est créée par la loi no 11-A/2013 du 28 janvier 2013 portant réorganisation administrative du territoire des freguesias, en fusionnant Barroselas et Carvoeiro. Son siège est à Barroselas.
Lors du recensement de 2021, Barroselas e Carvoeiro compte 4 701 habitants.